# Svartguan
Svartguan (Chamaepetes unicolor) är en fågel i familjen trädhöns inom ordningen hönsfåglar.

## Utseende
Svartguanen är en stor och långstjärtad hönsfågel. Fjäderdräkten är helsvart, med blå bar hud i ansiktet, rött öga och rödaktiga ben. Den är mindre och svartare än tofsguanen och saknar de krulliga huvudfjädrarna på större hocko.

## Utbredning och systematik
Fågeln förekommer enbart i bergsskogar i Costa Rica och västra Panama. Den behandlas som monotypisk, det vill säga att den inte delas in i några underarter.

## Levnadssätt
Svartguanen hittas i bergsskogar. Den kan där ses både på marken eller uppe i träd, vanligen i par eller små familjegrupper. Födan består av frukt.

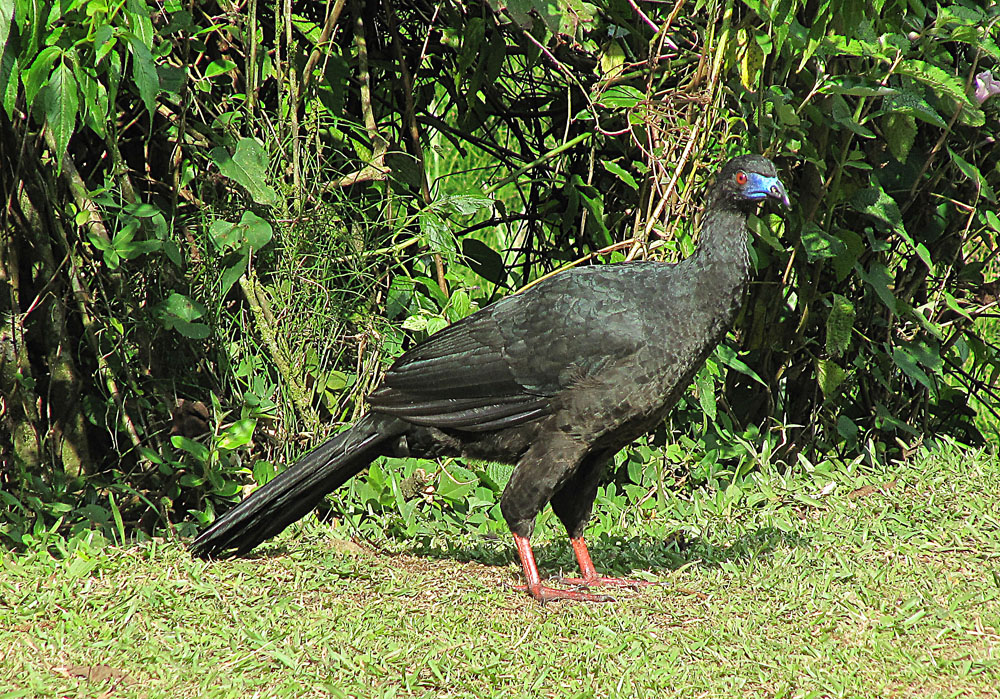

## Status
Trots det begränsade utbredningsområdet och att den tros minska i antal anses beståndet vara livskraftigt av internationella naturvårdsunionen IUCN.  Beståndet uppskattas till i storleksordningen 50 000 till en halv miljon vuxna individer.